# Вардова кутија
Вардова кутија је рана верзија заштитне кутије за биљке. Коришћена је у 19 веку за заштиту биљака током дуге пловидбе до Европе и представља претечу тераријума, виваријума и стаклених акваријума. Измислио је др. Натанијел Багсшо Вард (енгл. Nathaniel Bagshaw Ward)  око 1829 год.

## Историја
Др. Вард је чувао чауре мољаца у запечећеним стакленим флашама. Приметио је да су у једној од флаша из спора и семена израсле папрати и трава. Биљке су опстале у запечећеној посуди скоро четири године. Касније је тражио да му направе кутије од дрвета и стакла у којима је чувао папрат. 1842 год. објавио је књигу енгл. „On the Growth of Plants in Closely Glazed Cases”
Ботаничари и истаживачи су крстарили светом у потрази за новим и потенцијално корисним врстама биљака. Проблем је представљао траспорт биљака јер већина врста није могла да преживи дуга путовања морем због слане воде која је засипала палубе бродова и недостатка светла и свеже воде. Вардове кутије постављене на палубу бродова штитиле су биљке од таласа и излагале их природној светлости и влази кондензованој у унутрашњости кутије. 1833 год. Вард је послао две кутије са биљкама из Британије у Сиднеј, Аустралија. После седмомесечног путовања биљке су стигле на одредиште у добром стању. На повратном путовању више врста аустралијских биљака је по први пут успешно стигло у Енглеску.
Вардове кутије су коришћене за пренос више врста комерцијално исплативих биљака. У њима су саднице чаја прокријумчарене из Кине у Асам у Индији, а саднице гуменог дрвета одгајене из семена у Енглеској пренесене на Шри Ланку и у Малају.
Вардове кутије су постале и популани украси у кућама у западној Европи и САД. Због загађености ваздуха у градовима папрати, орхидеје и друге осетљиве биљке су много лакше опстајале у Вардовим кутијама.